# Brajovići
Brajovići (cyr. Брајовићи) – wieś w Czarnogórze, w gminie Danilovgrad. W 2011 roku liczyła 298 mieszkańców.